# La sospita
La sospita (títol original: Il sospetto) és un pel·lícula italiana dramàtica dirigida per Francesco Maselli el 1975. Ha estat doblada al català.

## Argument
El feixisme obliga la direcció del Partit Comunista Italià a establir-se a París. A Itàlia, les detencions de militants delmen l'organització. Emilio és enviat en missió a la regió de Torí, per deixar fora de circulació els denunciants. Però serà aviat detingut amb els seus camarades.

## Repartiment
- Gian Maria Volontè: Emilio
- Annie Girardot: Teresa
- Renato Salvatori: Gavino Pintus
- Gabriele Lavia: Giacomo La Rosa